# Virgin (banda)
Virgin fue una banda de pop rock polaca fundada en 2000 en Varsovia y disuelta oficialmente en 2007. Su líder y cantante era Dorota Rabczewska. La banda grabó y lanzó tres álbumes de estudio y tuvo un gran éxito a nivel comercial en Polonia. Desavenencias entre sus miembros y el inicio de la carrera en solitario de Rabczewska llevaron al grupo a su ruptura.

## Discografía

### Álbumes de estudio
| Virgin                                                                  | - Lanzamiento: 9 de septiembre de 2002 - Sello: Universal Music Polonia - Formatos: CD, descarga digital | 31 |                |                   |
| Bimbo                                                                   | - Lanzamiento: 10 de mayo de 2004 - Sello: Universal Music Polonia - Formatos: CD, descarga digital      | 1  | - POL: 35 000+ | - POL: Oro        |
| Ficca                                                                   | - Lanzamiento: 17 de octubre de 2005 - Sello: Universal Music Polonia - Formatos: CD, descarga digital   | 1  | - POL: 60 000+ | - POL: 2x platino |
| "—" significa que no entró en lista o no fue lanzado en ese territorio. | |    |                |                   |

### Videos musicales
| Título             | Año  | Director              | Álbum  |
| ------------------ | ---- | --------------------- | ------ |
| "To ty"            | 2002 | Tomasz Lubert         | Virgin |
| "Mam tylko ciebie" | 2002 | Adrian Rafalski, Doda | Virgin |
| "Dżaga"            | 2004 | —                     | Bimbo  |
| "Kolejny raz"      | 2004 | —                     | Bimbo  |
| "Nie zawiedź mnie" | 2005 | —                     | Bimbo  |
| "Znak pokoju"      | 2005 | Tadeusz Śliwa         | Ficca  |
| "2 bajki"          | 2005 | Jakub Miszczak        | Ficca  |
| "Szansa"           | 2006 | Anna Maliszewska      | Ficca  |